# Ribera d’Ondara
Ribera d’Ondara (spanisch Ribera del Dondara) ist eine spanische Gemeinde (municipio) mit 454 Einwohnern (Stand: 2024) im Nordosten Kataloniens. Die Gemeinde besteht aus den Ortschaften Briançó, Gramuntell, Els Hostalets, Llindars, Montfar, Montlleó, Montpalau, Pomar, Rubinat, Sant Antolí i Vilanova, Sant Pere dels Arquells und La Sisquella sowie der Wüstung El Mas Claret. Der Verwaltungssitz befindet sich in Sant Antolí i Vilanova. Die Kommunen Sant Pere dels Arquells und Sant Antolí y Vilanova wurden 1972 zur heutigen Gemeinde zusammengeschlossen. 

## Geographie
Ribera d’Ondara liegt etwa 67 Kilometer östlich von Lleida und etwa 75 Kilometer nordwestlich von Barcelona in einer Höhe von ca. 580 m am Río Ondara. Durch die Gemeinde führt die Autovía A-2.

## Einwohnerentwicklung
| 1981 | 1991 | 2001 | 2011 | 2021 |
| ---- | ---- | ---- | ---- | ---- |
| 570  | 505  | 497  | 459  | 431  |

## Sehenswürdigkeiten
Briançó
- Reste der Burganlage
- Salvatorkapelle

Gramuntell
- Burgruine von Gramuntell
- Marienkirche

Els Hostalets
- Georgskapelle

Llindars
- Burgreste
- Rochuskirche

Montfar
- Marienkirche

Montlleó
- Burgreste
- Marienkirche

Montpaó
- Burgreste
- Jakobskirche

Pomar
- Pauluskirche

Rubinat
- Burgreste
- Marienkirche

Sant Antolí
- Burganlage
- Marienkirche

Sant Pere dels Arquells
- Peterskirche

Sisquella
- Marienkapelle

Timor
- Burganlage
- Ruine der Jakobskirche

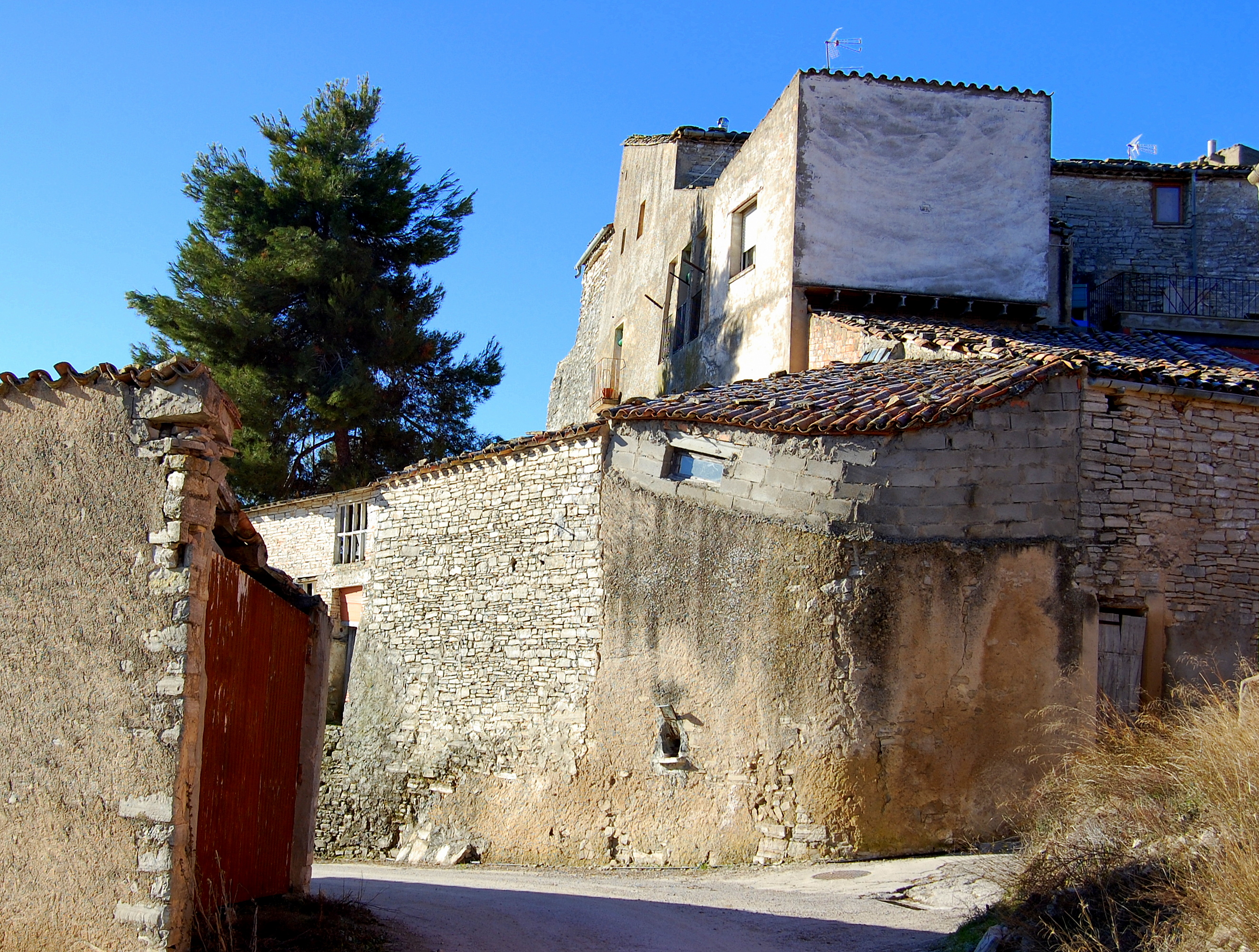
Reste der Burg von Briançó
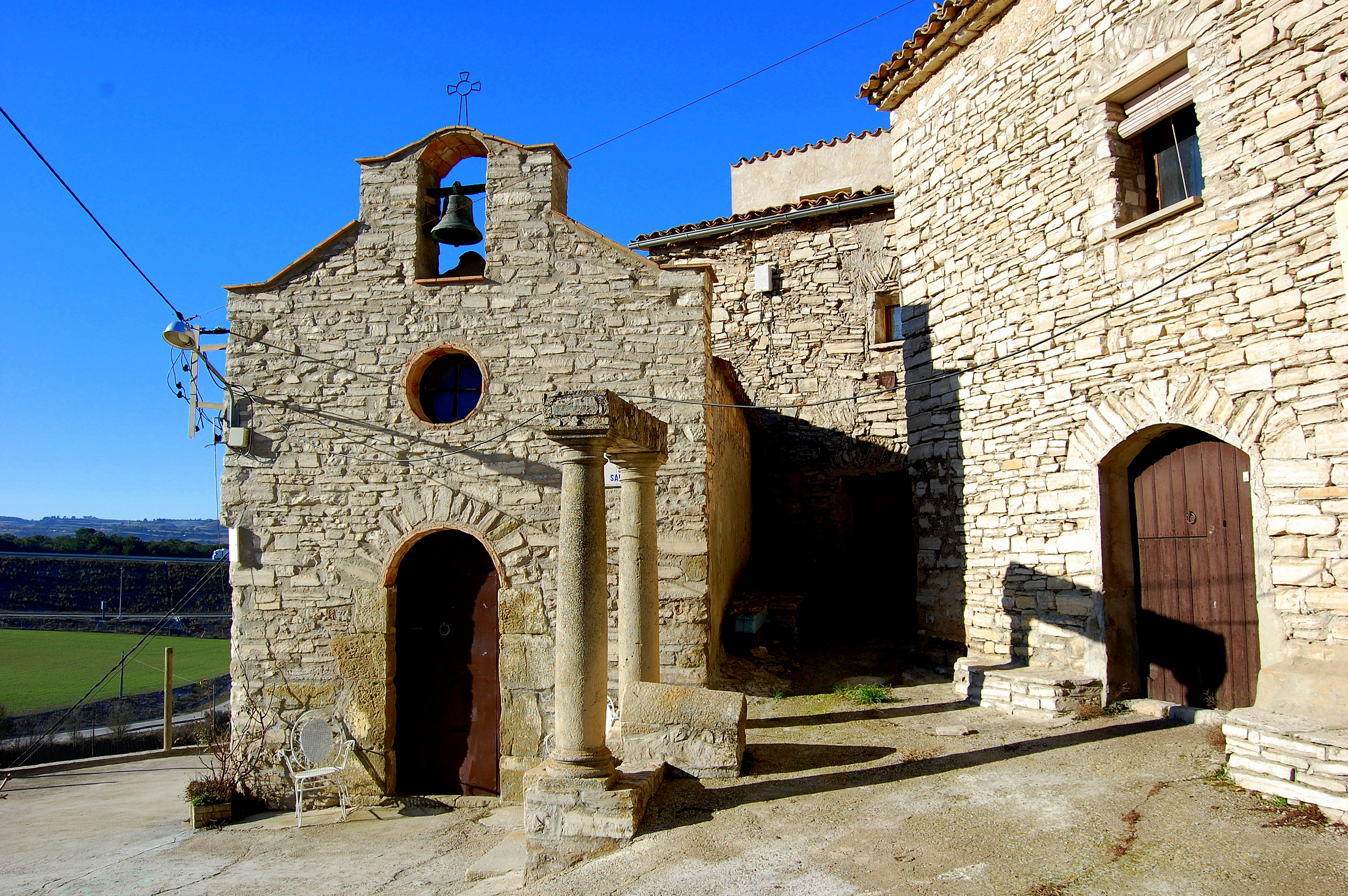
Salvatorkapelle
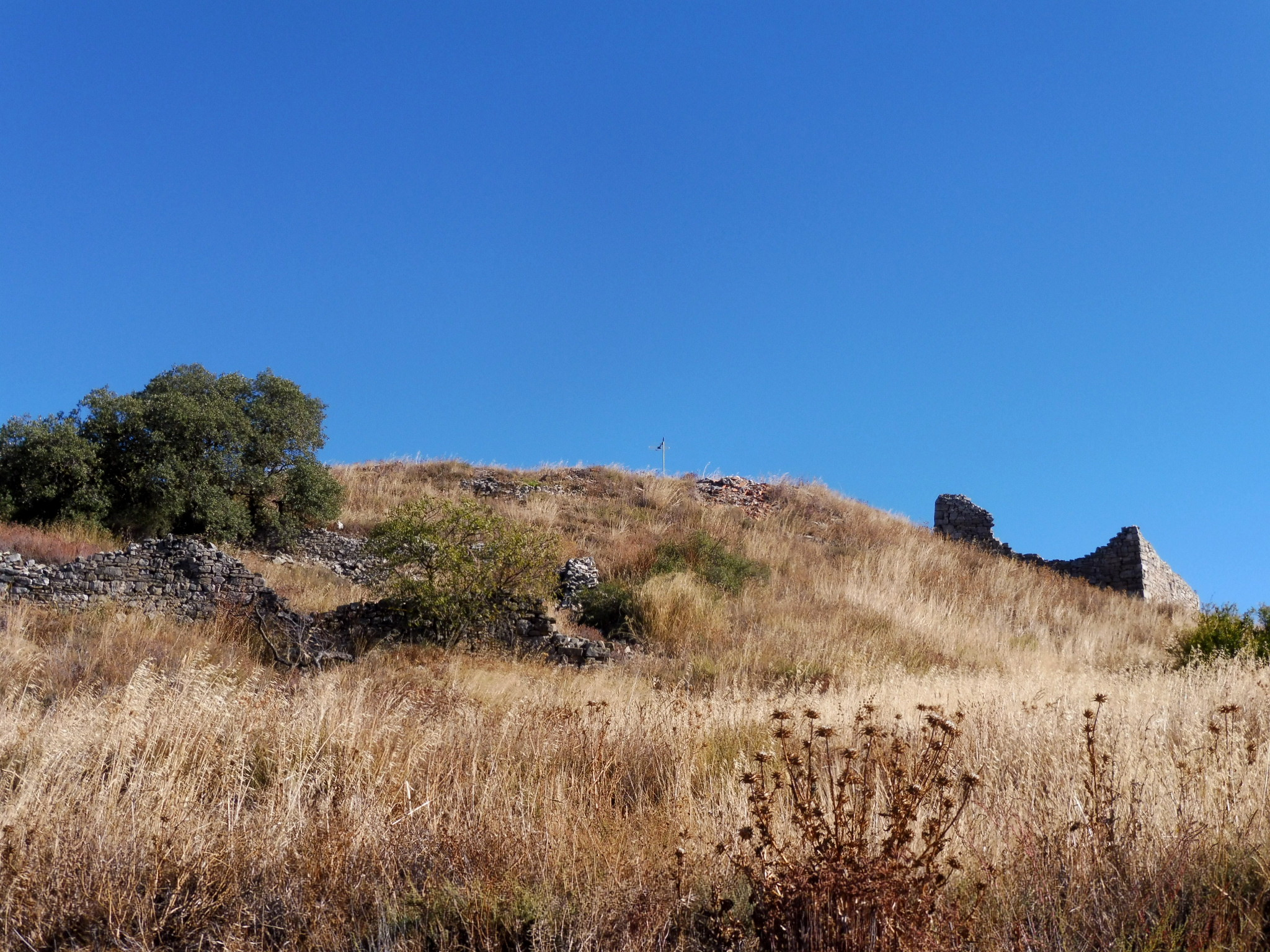
Reste der Burg von Gramuntell
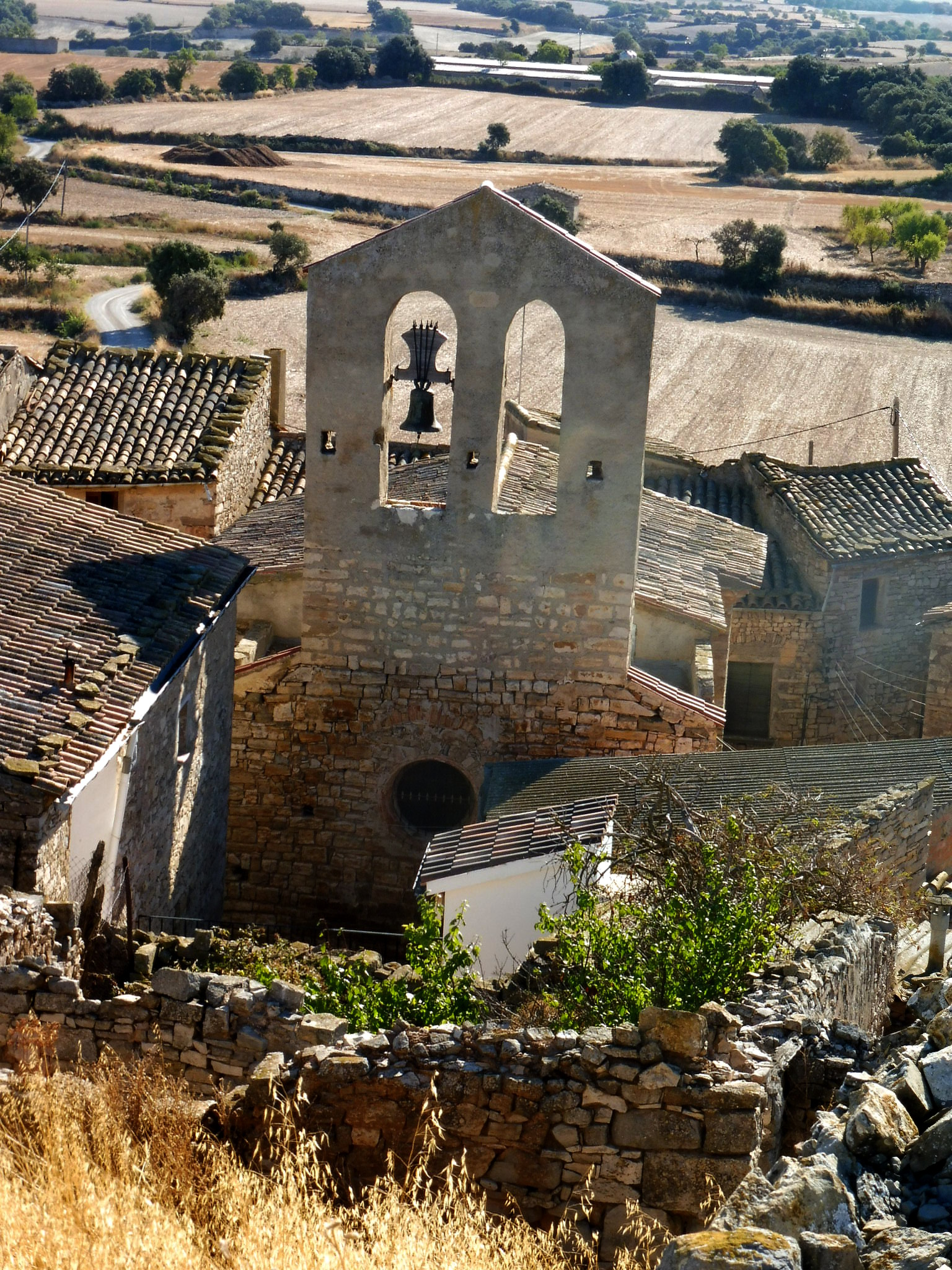
Marienkirche von Gramuntell
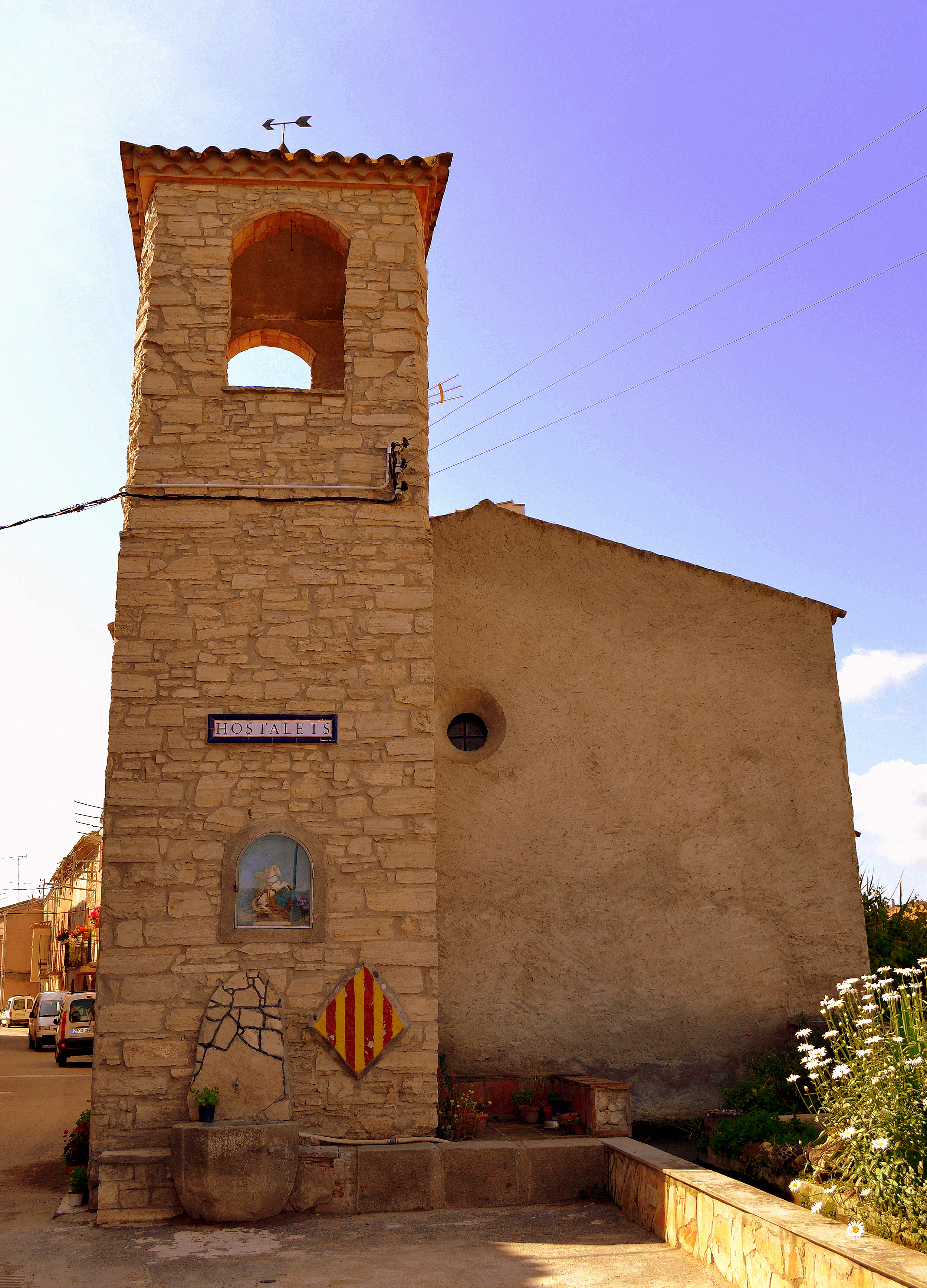
Georgskapelle von Els Hostalets
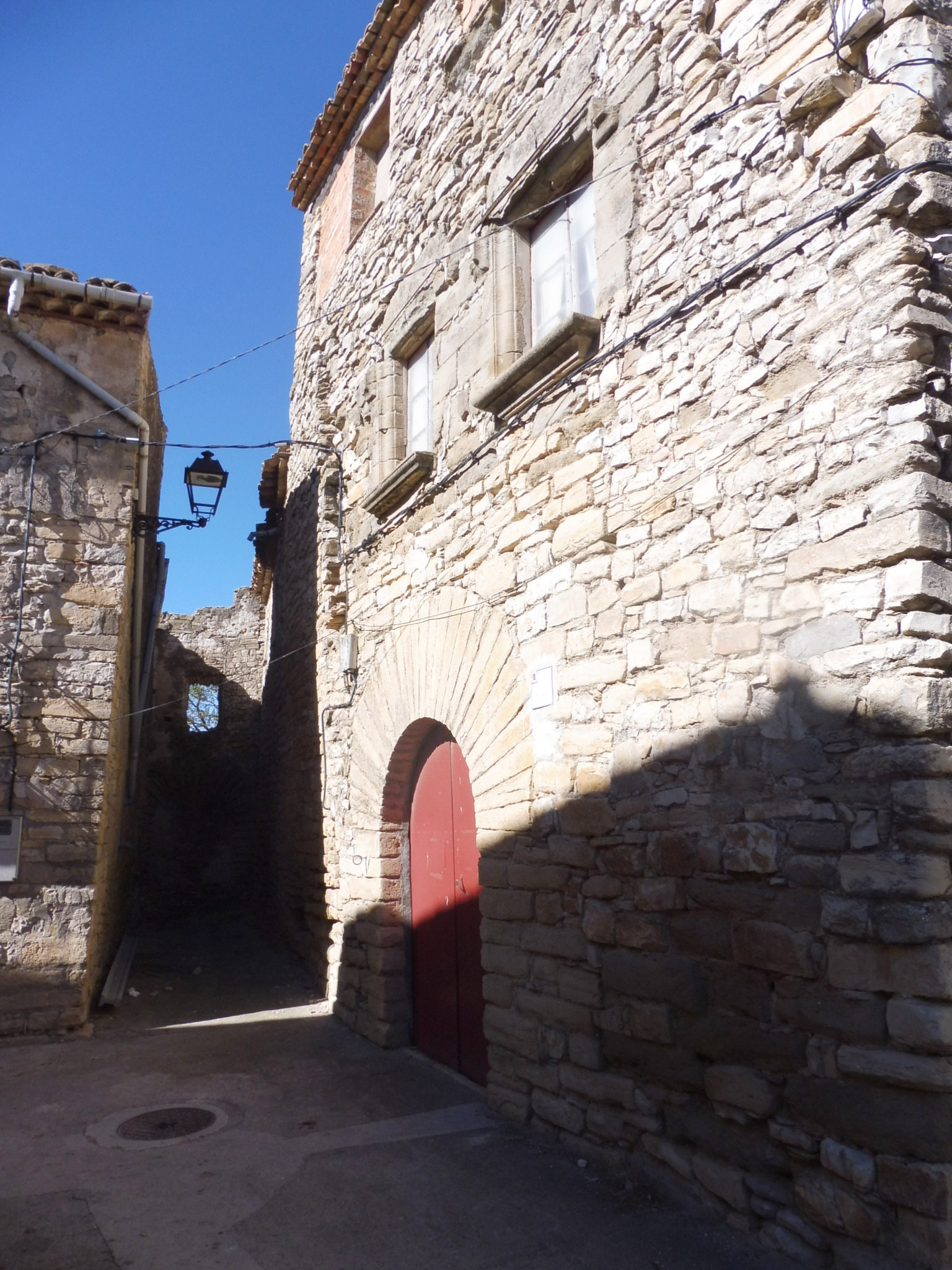
Burgreste von Llindars
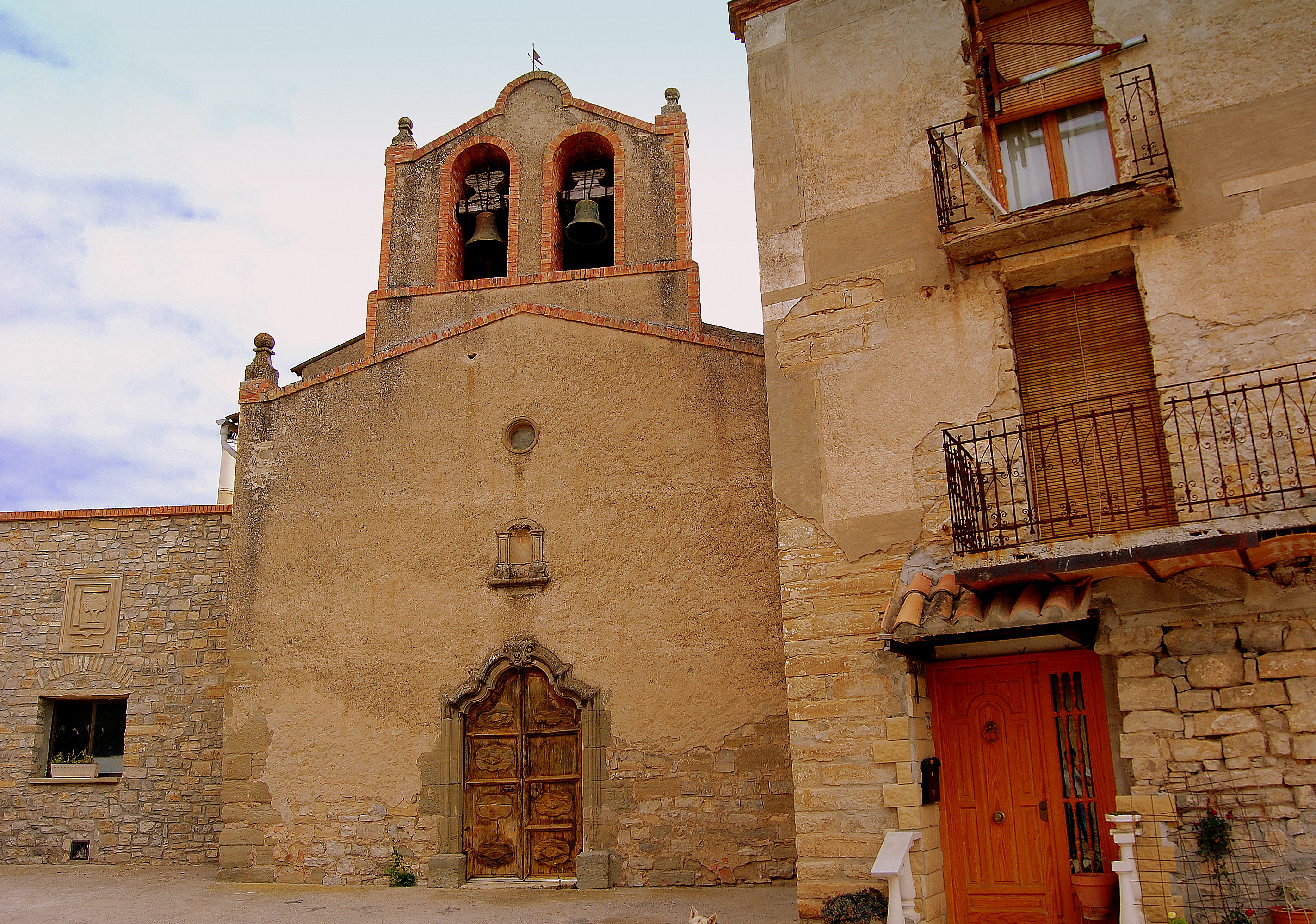
Rochuskirche
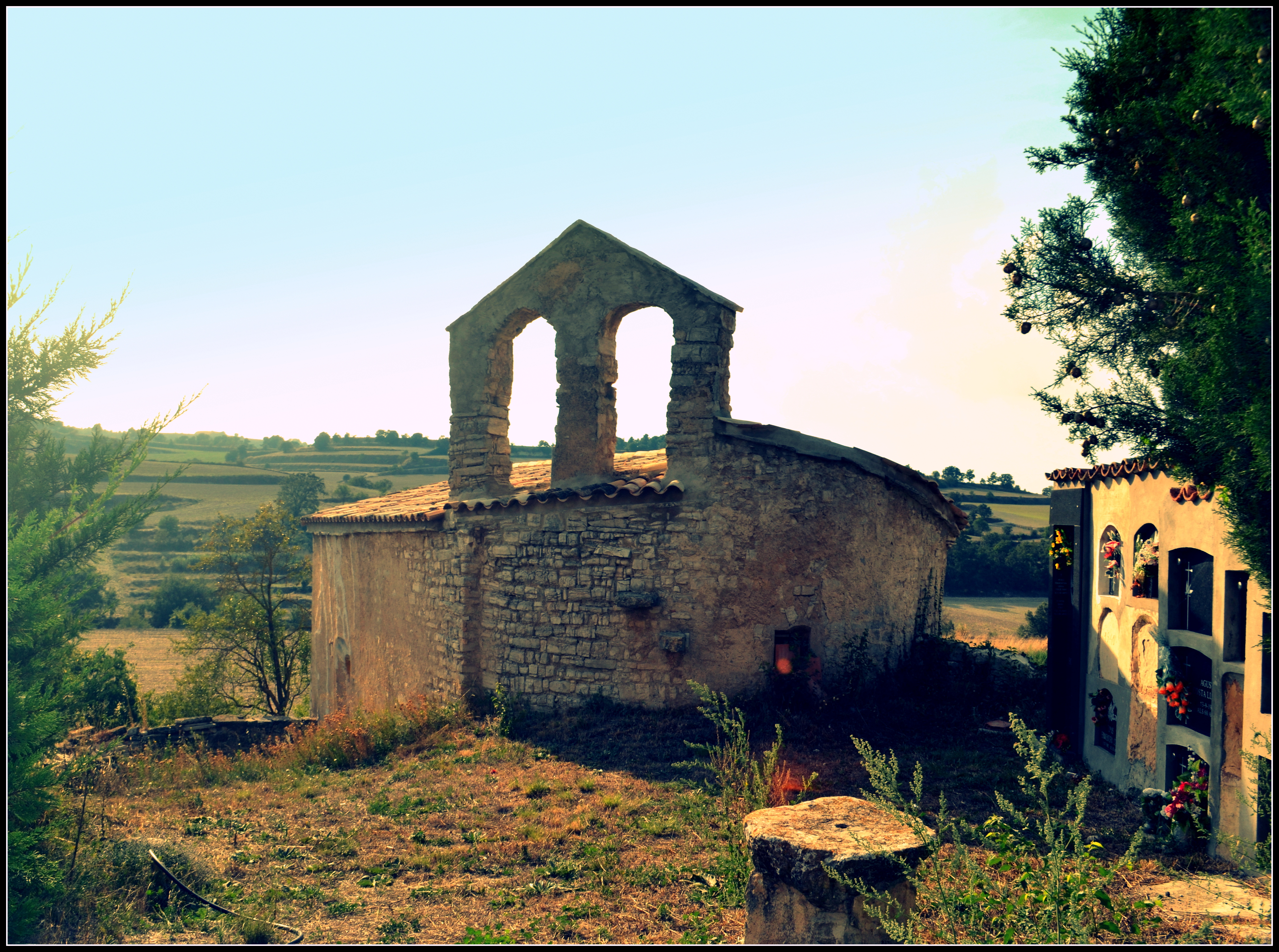
marienkirche von Montfar
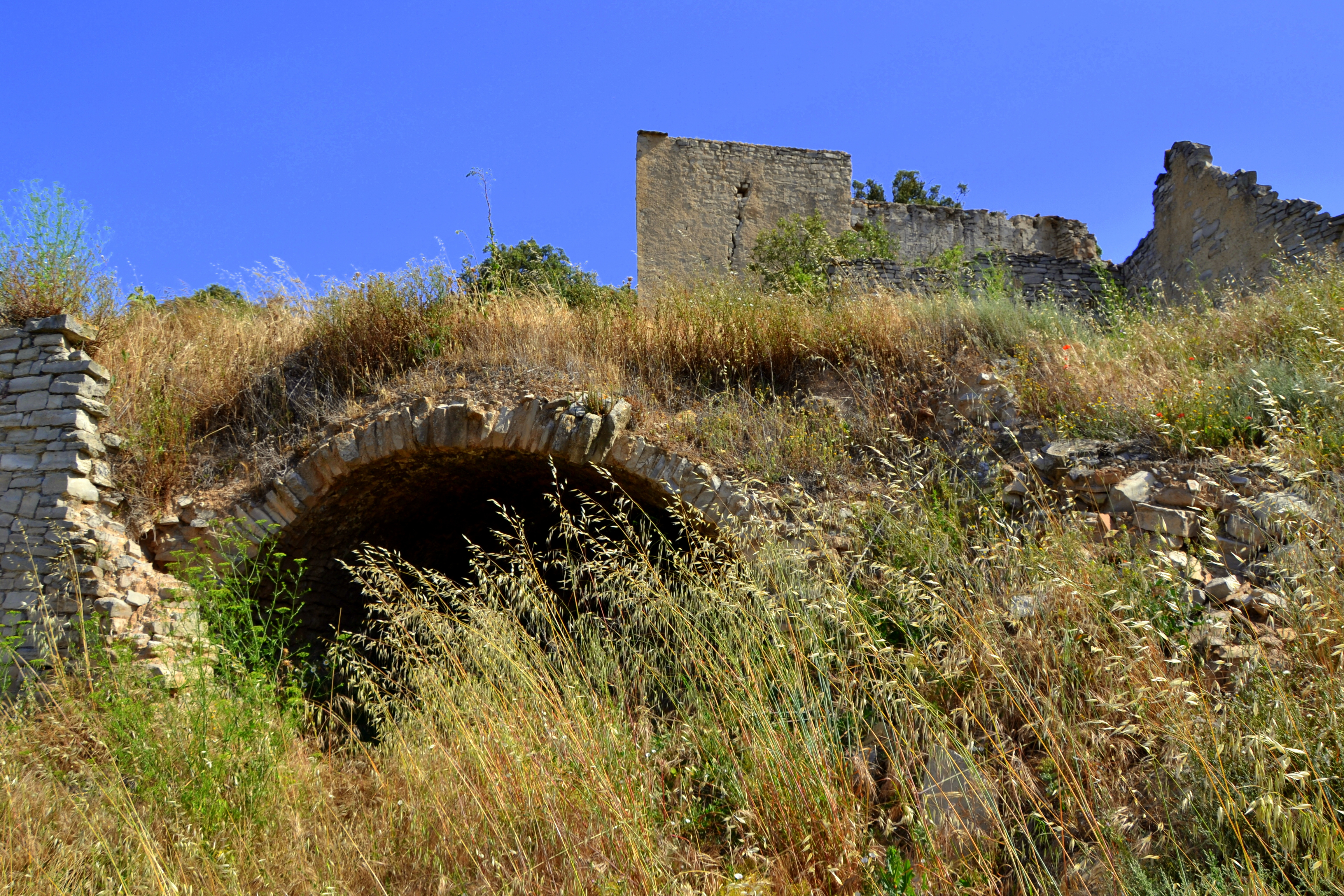
Burgreste von Montlleó
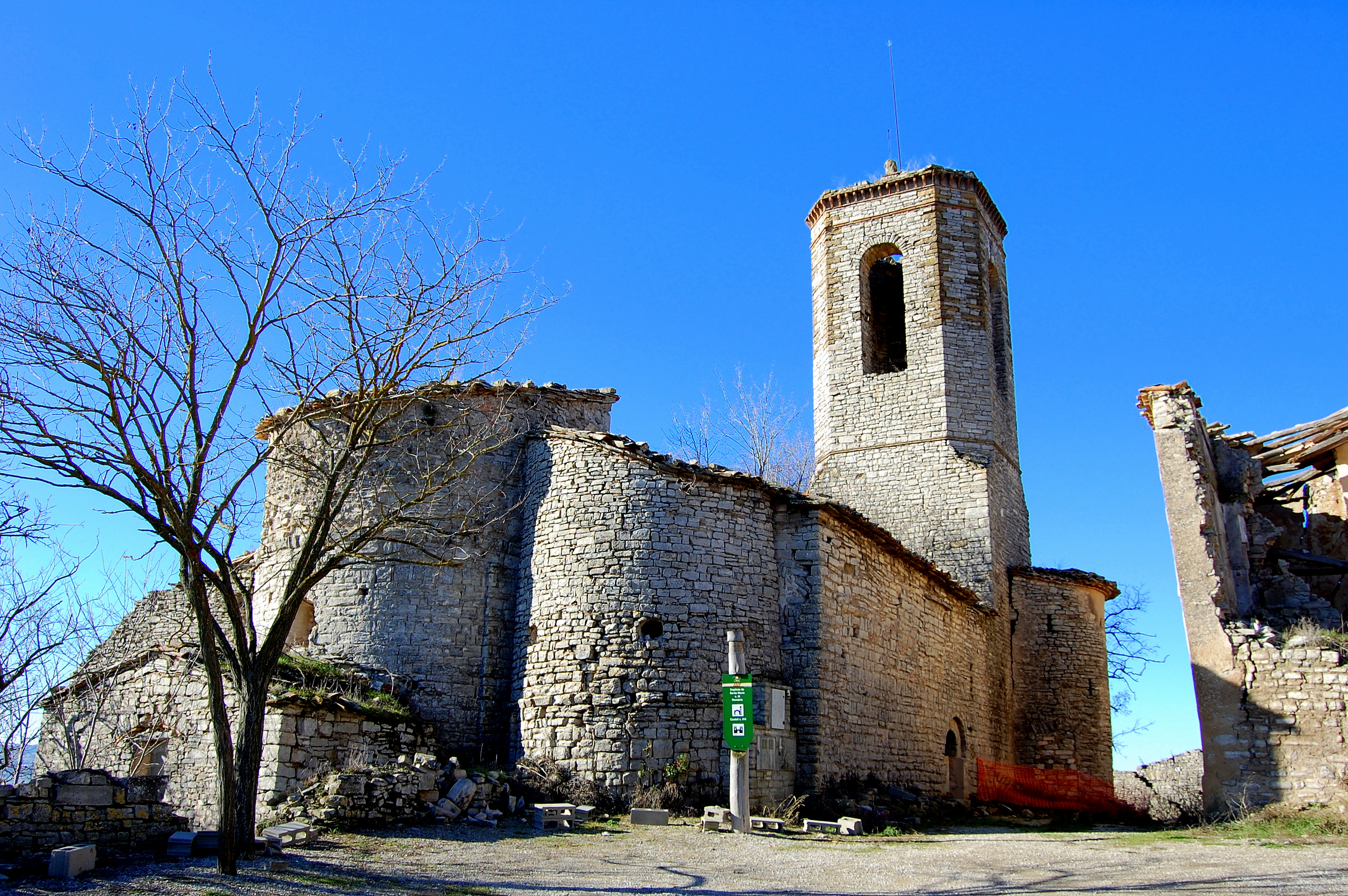
Marienkirche von Montlleó
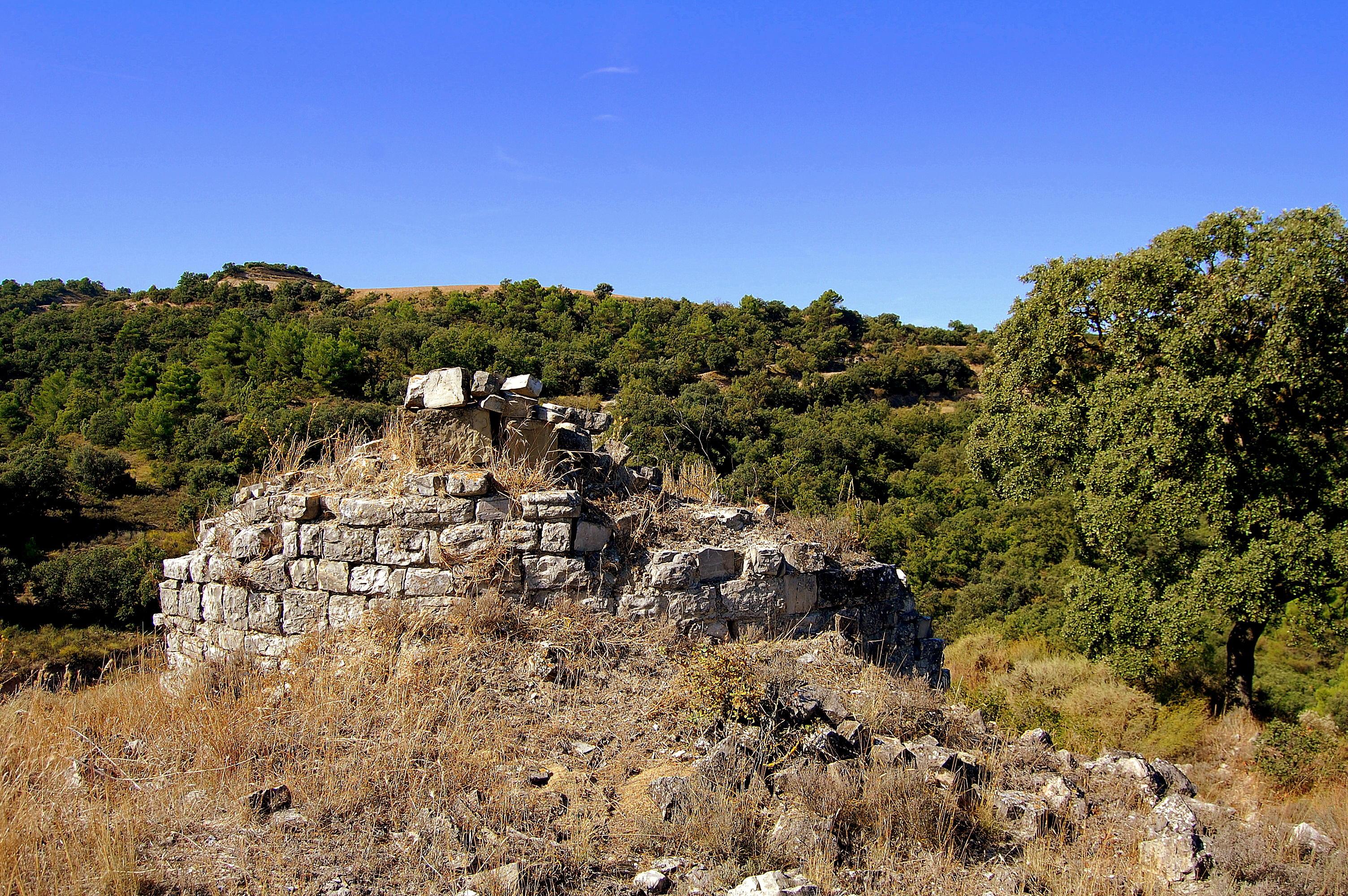
Burgreste von Montpaó
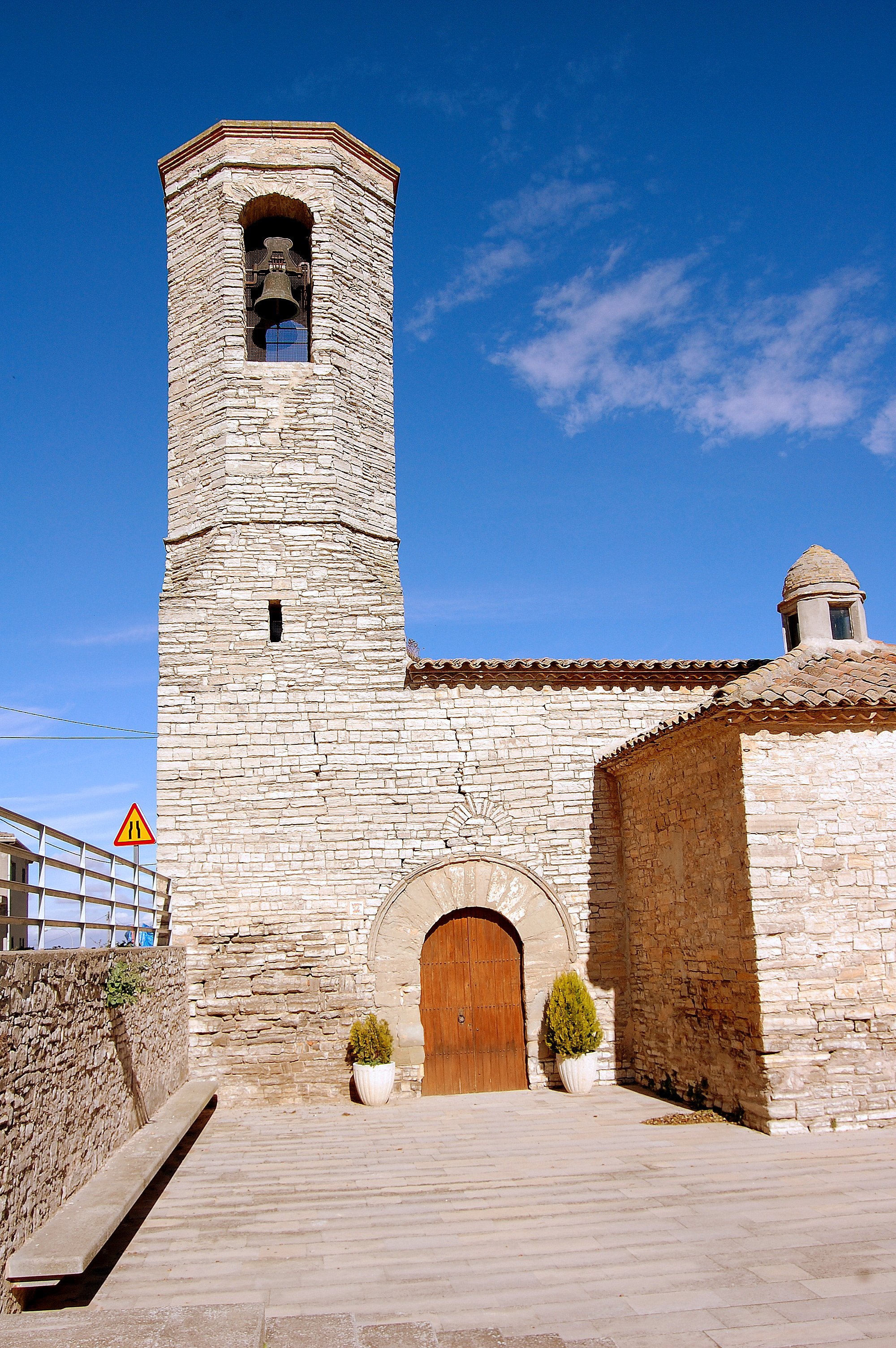
Jakobskirche von Montpaó
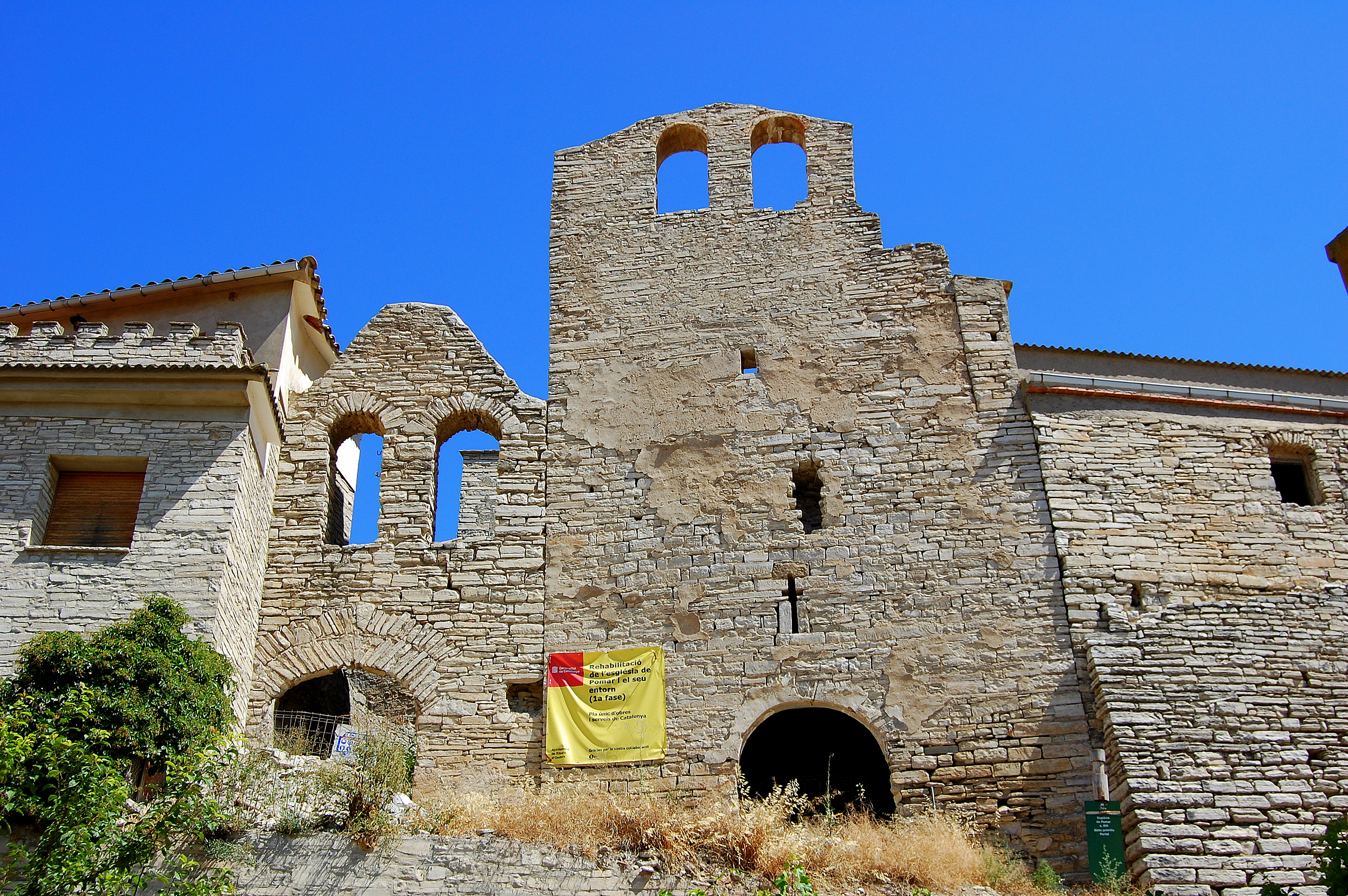
Pauluskirche
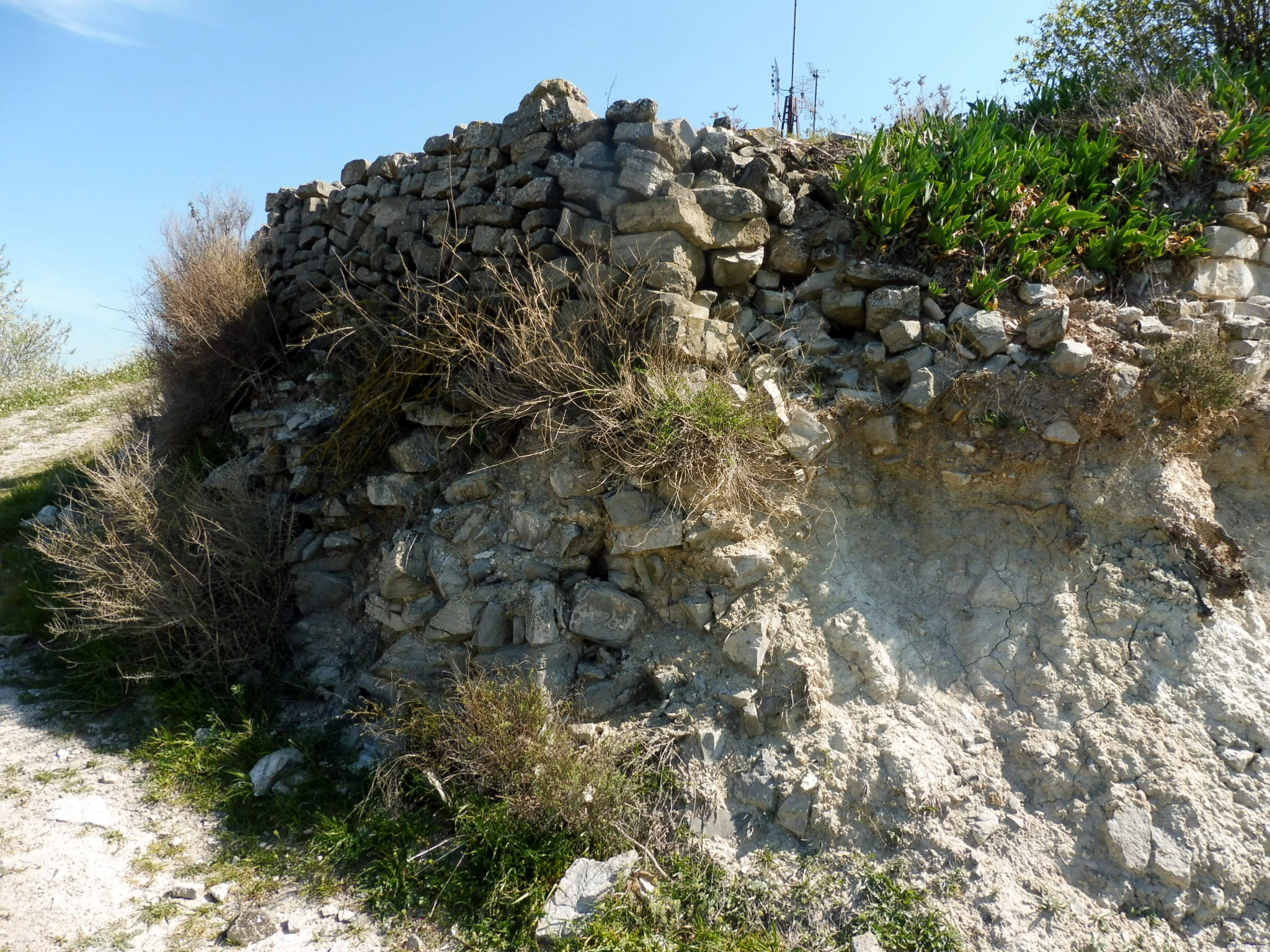
Burgreste von Rubinat
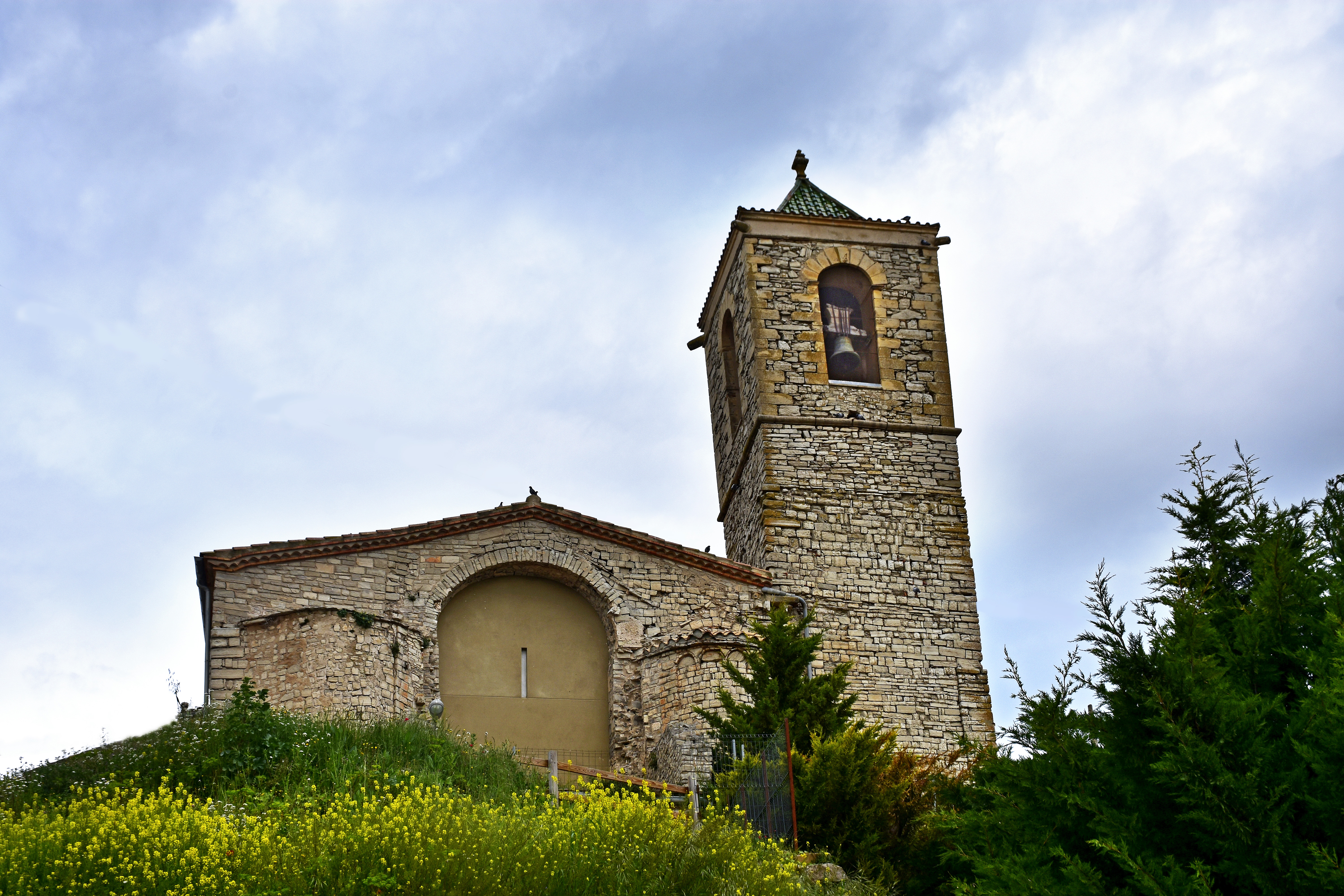
Marienkirche
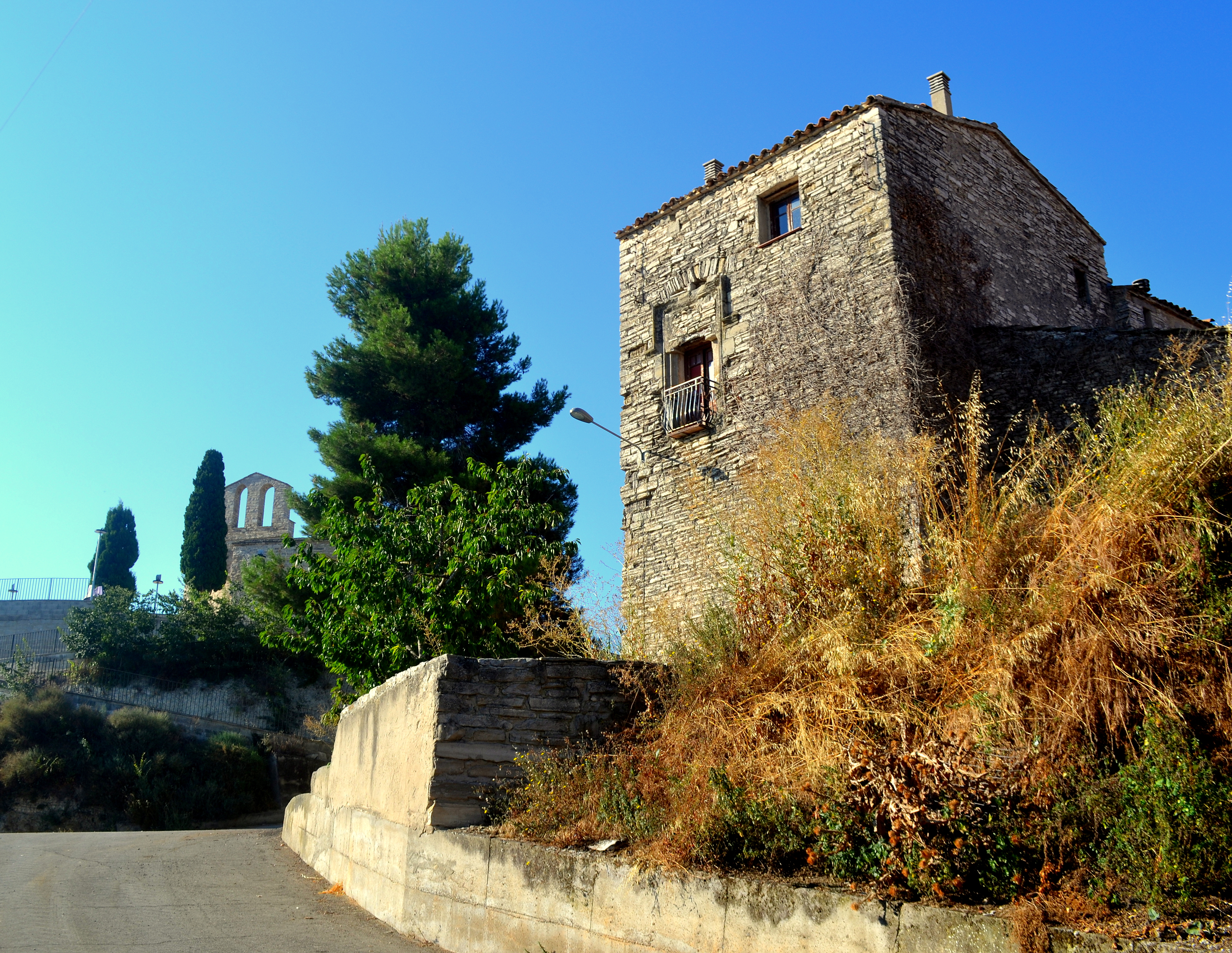
Burganlage von Sant Antolí
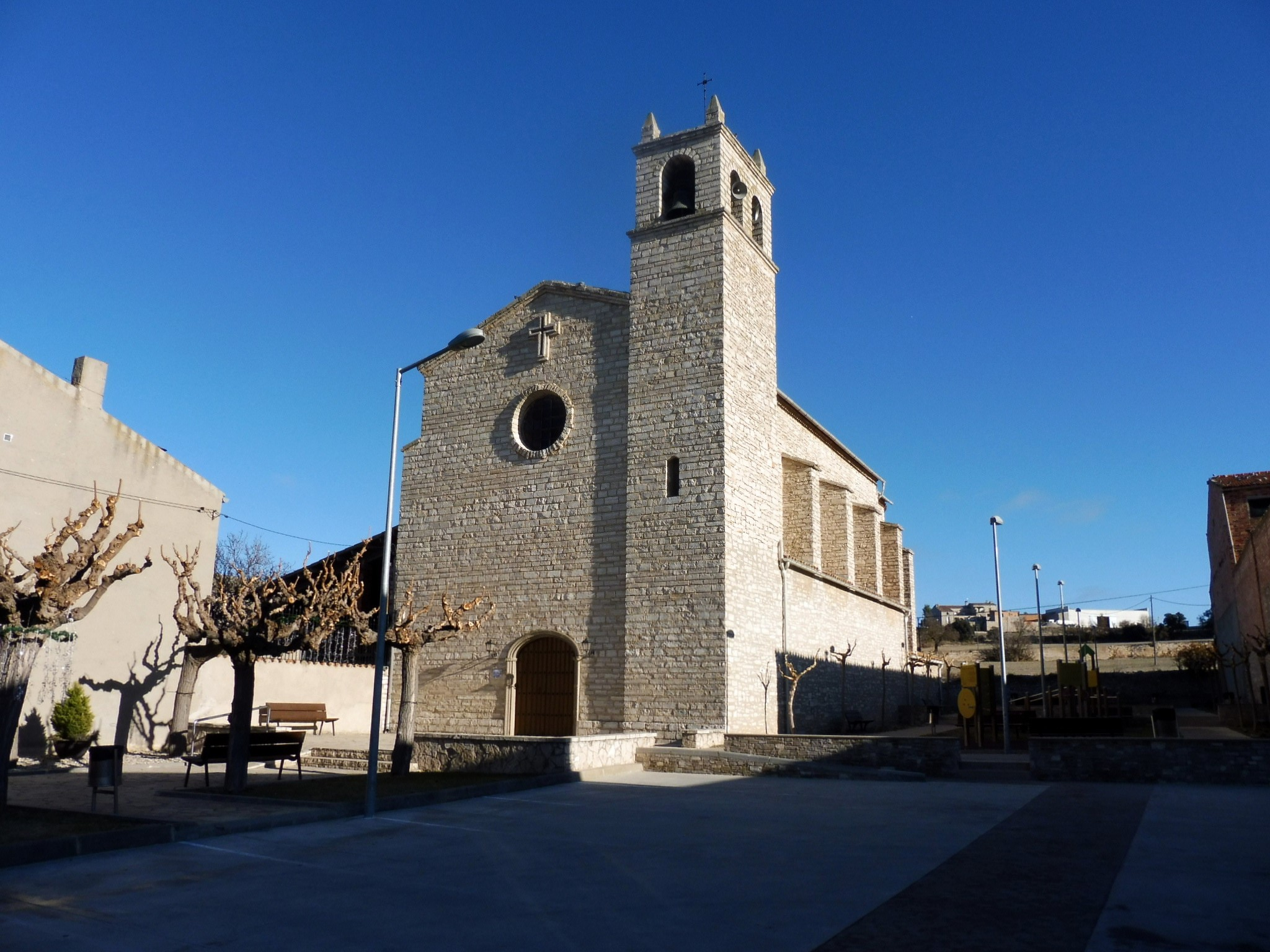
Marienkirche von Sant Antolí
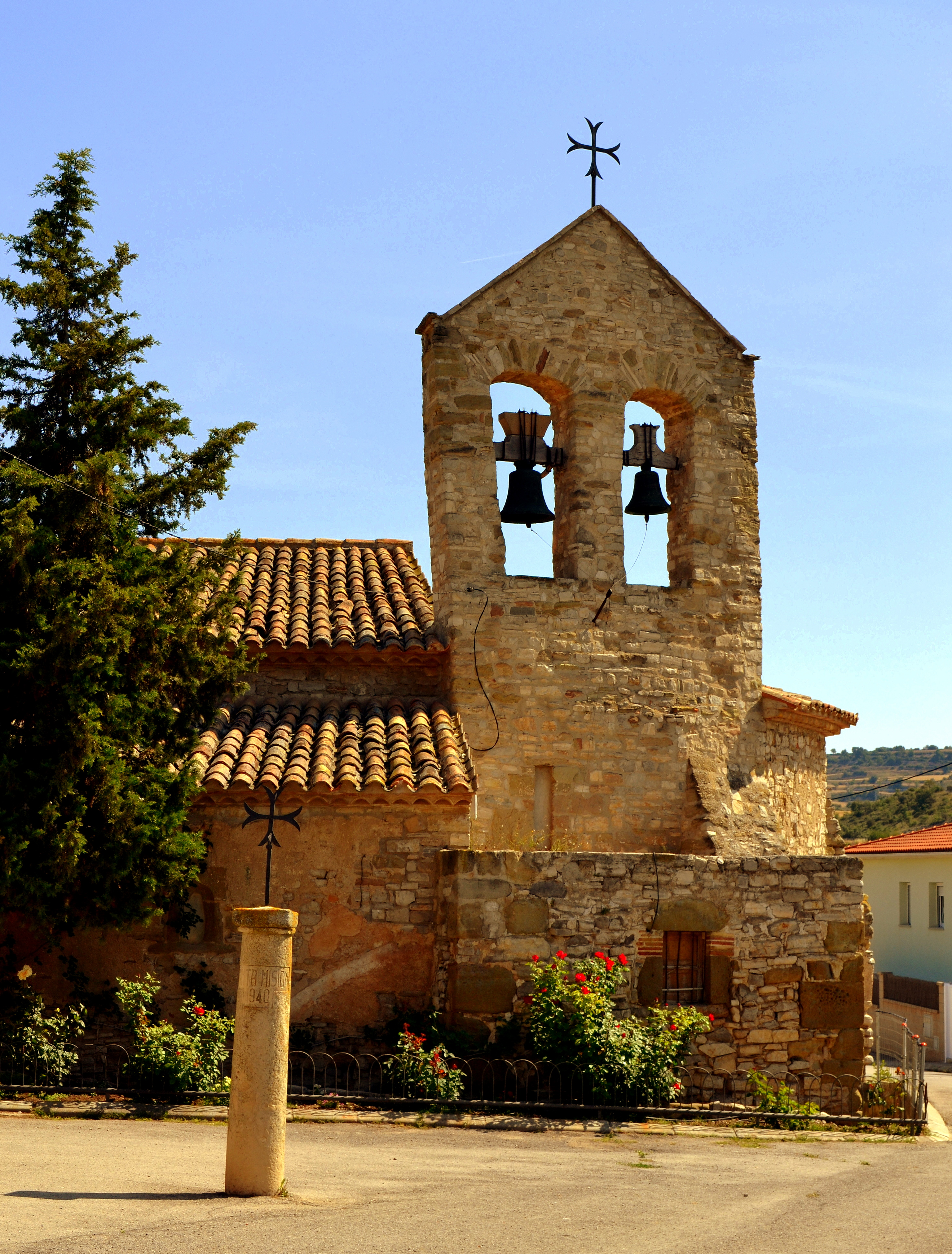
Peterskirche
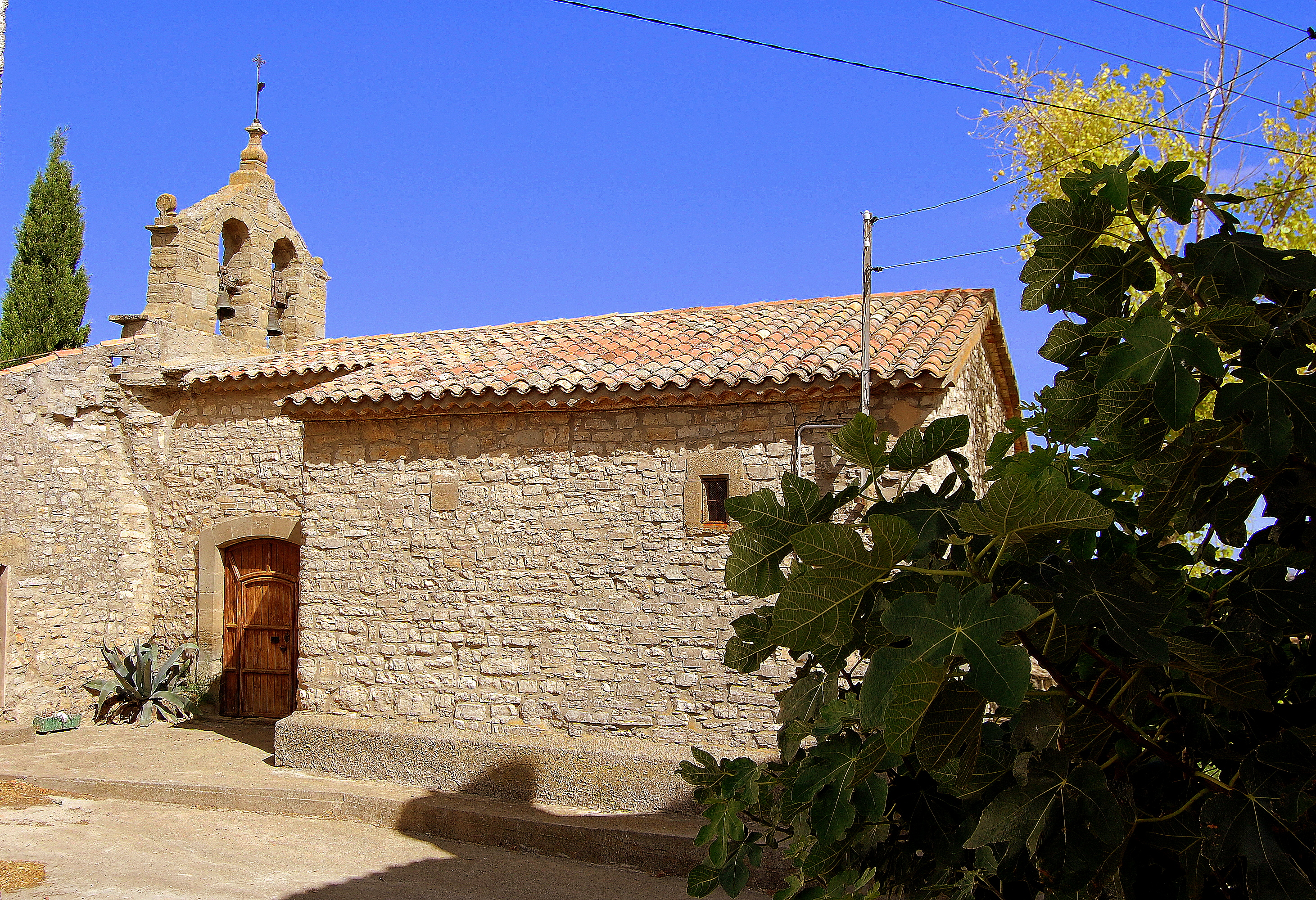
Marienkapelle von Sisquella
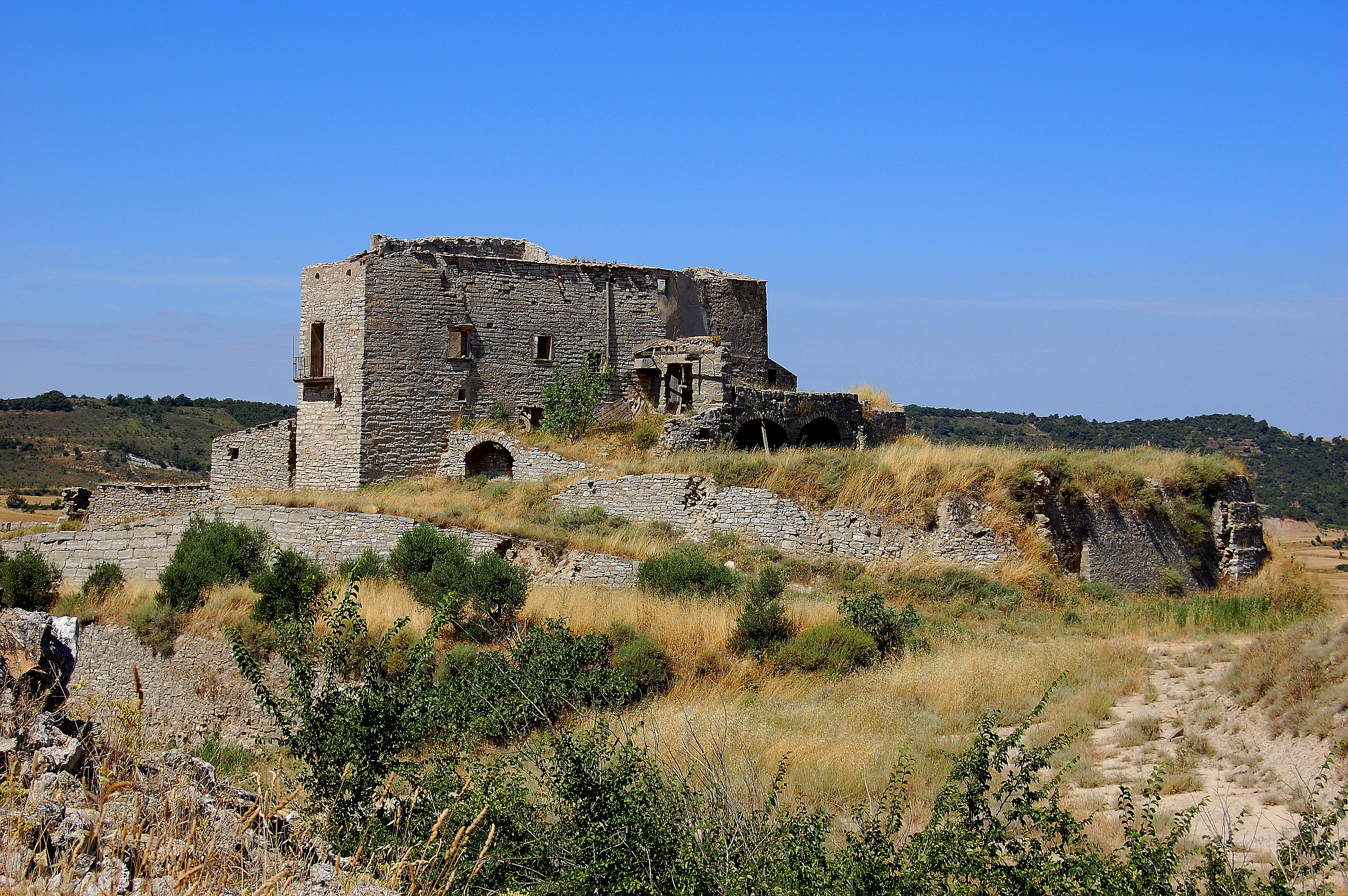
Burganlage von Timor
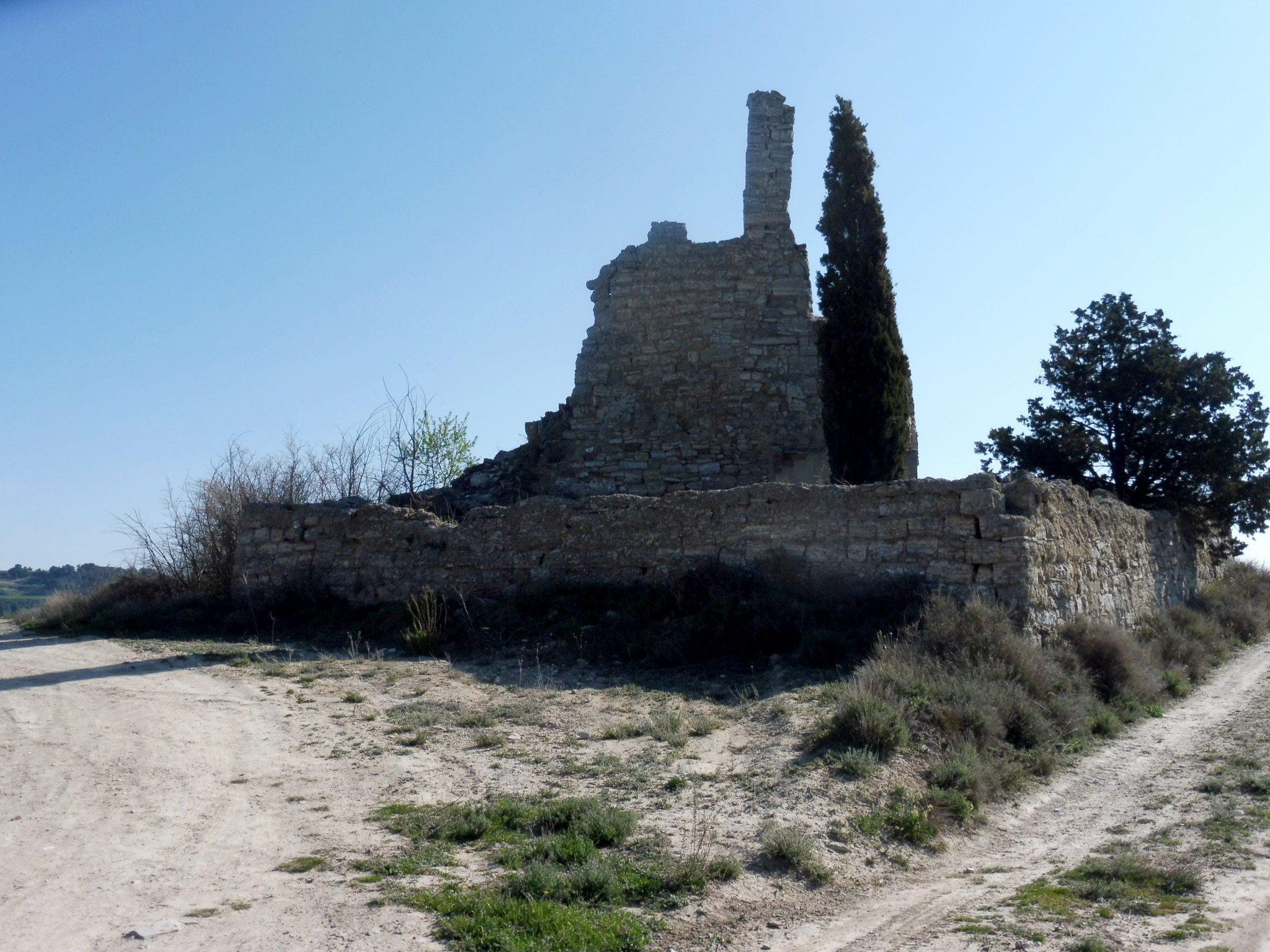
Ruine der Jakobskirche